# Kurbelschleife
Die Kurbelschleife (auch Scotch-Yoke-Kurbeltrieb) ist ein Getriebe der Schubkurbelkette, einer Unterordnung der viergliedrigen Koppelgetriebe. Das gleitende (“schleifende”) Glied bewegt sich auf einer der beiden Schwingen (bei der Schubkurbel auf dem gestellfesten Glied). Es handelt sich entweder um eine umlaufende Kurbelschleife (beide Schwingen laufen um) oder um eine schwingende Kurbelschleife (eine der Schwingen ist eine umlaufende Kurbel).
Das Schubgelenk wird vereinfachend oft mit dem im Gleitstein benachbarten Drehgelenk zu einem Doppelgelenk vereinigt: Ein Stift dreht sich sowohl in einem Schlitz und gleitet auch in ihm. In einem solchen Falle hat das Koppelgetriebe nur drei Glieder. Der Verschleiß ist geringer, wenn der Gleitstein beibehalten wird.

Schwingende Kurbelschleife
Versetzte schwingende Kurbelschleife (die Schwinge mit Schubstein ist geknickt)
Zentrische schwingende Kurbelschleife (die Schwinge mit Schubstein ist gerade)[3] Ausführung als Hoecken-Mechanismus
Malteserkreuzgetriebe mit zentrischer schwingender Kurbelschleife. Solange der Zapfen der Kurbel in den Schlitz der Schwinge eingreift, sind Kurbel und Schwinge gekoppelt. Dazwischen arretiert die Kurbel die Schwinge und der Zapfen läuft leer.
Ein Scotch-Yoke mit Gleitführung

Die Kurbelschwinge unterscheidet sich von der Kurbelschleife darin, dass das Dreh-Schub-Gelenk durch ein zusätzliches Koppelglied mit zwei Drehgelenken ersetzt wird.

## Anwendungen
- Filmgreifergetriebe in Filmkameras und -projektoren und in Waagerecht-Stoßmaschinen